# Valeri Goncharov
Valeri Goncharov (o Honcharov; Ucrania, 19 de septiembre de 1977) es un gimnasta artístico ucraniano, especialista en la prueba de barras paralelas, con la que ha sido campeón olímpico en 2004.

## Carrera deportiva
En los JJ. OO. celebrados en Sídney en 2000 consigue la medalla de plata en el concurso por equipos; Ucrania queda tras China (oro) y por delante de Rusia (bronce). Sus cinco compañeros en el equipo ucraniano fueron: Ruslan Mezentsev, Valeri Pereshkura, Olexander Svitlichni, Roman Zozulya y Oleksandr Beresh.
En los JJ. OO. de Atenas 2004 gana el oro en las barras paralelas, por delante del japonés Hiroyuki Tomita y el chino Li Xiaopeng.